# تفريغ الكهرباء
يصف تفريغ الكهرباء تدفق الشحنة الكهربائية خلال غاز، سائل أو مادة صلبة. ويشمل:

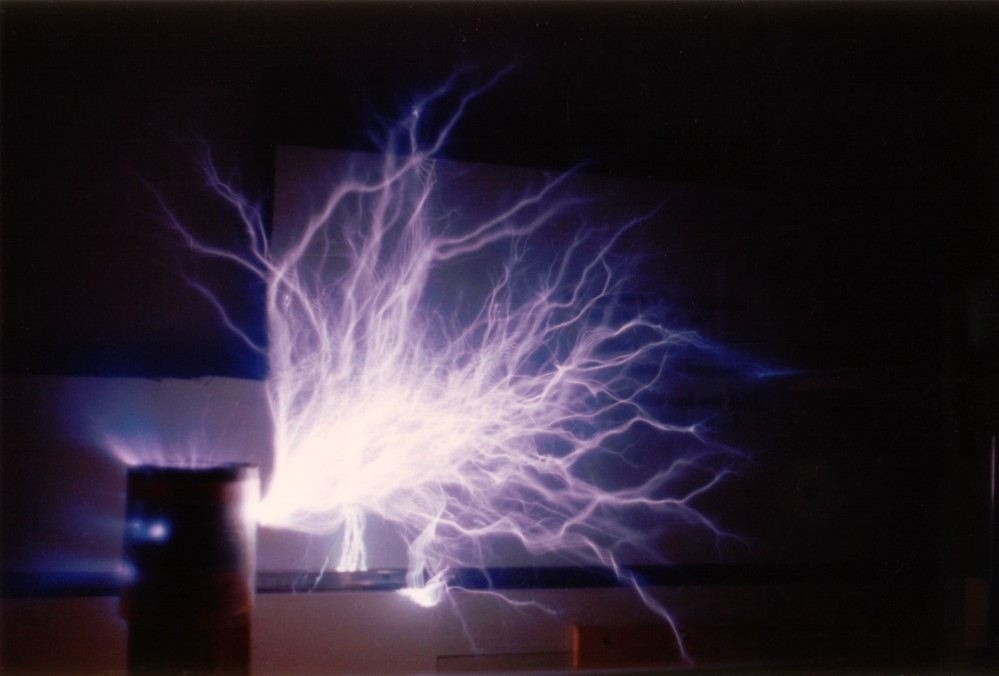
فرشاة تفريغ كبيرة في أعلى نهاية ملف تسلا

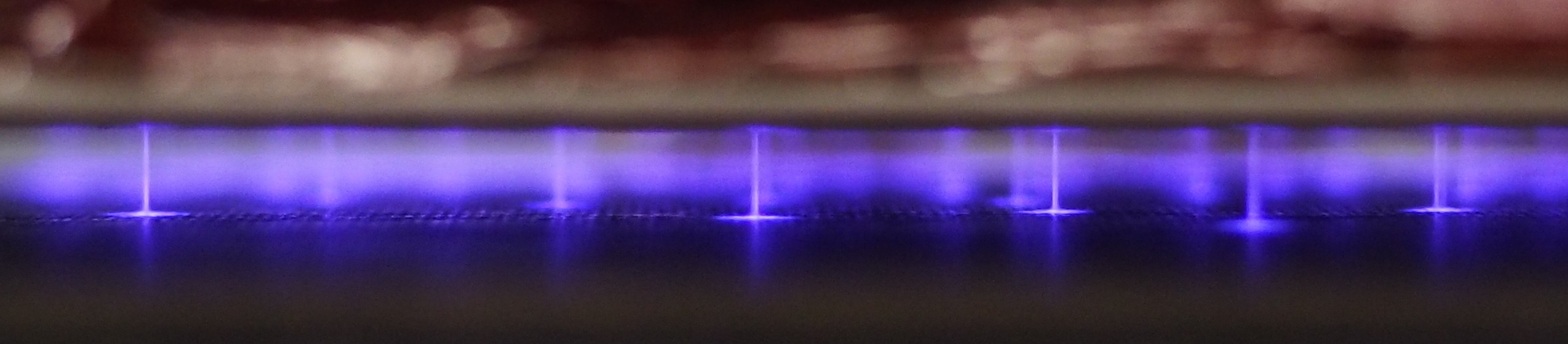
حاجز تفريغ عازل

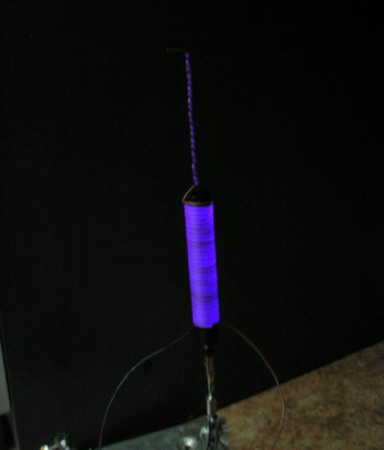
تفريغ كورونا حول ملف ضغط

## التطبيقات
- تصريف الفرشاة  [لغات أخرى]‏
- تفريغ الحاجز العازل
- خروج كورونا
- تفريغ التوهج الكهربائي
- القوس الكهربائي
- التفريغ الكهروستاتيكي
- التفريغ الكهربائي في الغازات
- القائد (الشرارة)  [لغات أخرى]‏
- التفريغ الجزئي
- تفريغ التيار
- قوس الفراغ
- خروج تاونسند  [لغات أخرى]‏
- نار القديس إلمو
- البرق
- أورغن كهربائي

للتفريغ الكهربائي العديد من الاستخدامات في مختلف المجالات كالفيزياء والكيمياء والصناعة والفنون كالتصوير.
الكيمياء
يتم استخدام تيار مستمر خفيف للكشف عن أنواع الغازات في أنبوب الغاز.
الفيزياء
تستخدم نبضات صغيرة من التيار للكشف عن الإشعاع المؤين في أنبوب جايجر مولر.
الصناعة
يعتبر مصباح النيون هو التطبيق الأشهر للمبة التفريغ الغازي، المستخدمة في الإضاءة أو كمنظم للجهد.
يمكن أن توفر عملية التفريغ الكهربائي الطاقة الكبيرة اللازمة للأقطاب الكهربائية في نهاية الشاحن.
يتم استخدم فجوة الشرارة في محركات الاحتراق الداخلي لإشعال خليط الوقود/الهواء في كل مرة تنقطع الطاقة. كما تستخدم أيضا لتوليد تيارات ثقيلة في مولد ماركس وفي حماية الأجهزة الكهربائية.
كما تستخدم الأقواس الكهربائية في قطع وتشكيل المعادن، صناعة الفولاذ وإنتاج السبائك ومنتجات كثيرة أخرى.
التصوير
يولد فلاش الكاميرا نبضة سريعة وقصيرة من الضوء المكثف مفيدة لعملية التصوير الفوتوغرافي عن طريق إرسال تيار كبير من خلال عملية تفريغ قوس الغاز.

تستخدم ظاهرة الكورونا في الآلة الناسخة والطباعة.

## أسبابه الطبيعية
- شرر القديس إلمو
- البرق
- الأعضاء الكهربائية كالموجودة في سمك رعاش[3]

## وصلات خارجية
- تفريغ كهربائي في محطة جهد عالي 500 كيلو فولت
- التفريغ الكهربائي في الغازات